# Symphitopsyche recurvata
Symphitopsyche recurvata är en nattsländeart. Symphitopsyche recurvata ingår i släktet Symphitopsyche och familjen ryssjenattsländor. Inga underarter finns listade i Catalogue of Life.